# Harmony of the Seas
Harmony of the Seas (прев. Хармонија мора) је велики луксузни крузер у класи Oasis, направљен 2016. године у луци Шантер дел’Атлантик, за компанију Royal Caribbean. Са 362,12  дужине, неко време је био најдужи брод на свету, док нису изграђени бродови  и .

## Историја
Након успеха претходних бродова MS Oasis of the Seas i MS Allure of the Seas компанија ројал карибијан је наручила трећи брод 27. децембра 2012. Хармонија мора је именована по "хармони" модулу на Међународној свемирској станици. 
Након изградње која је трајала 32 месеца Хармонија мора је обавила два "тест крстарења", три ноћи до Шербура и четири ноћи до Ротердама, након што је стигао у луку у Саутемптону 17. маја. Током ових путовања путници су се жалили на градњу која је у току, недостатак топле воде, неотворене атракције, претерано чекање у ресторанима и друге проблеме. Прво путовање брода је кренуло из Саутемптона 29. маја и стигао у своју летњу матичну луку Барселона 5. јуна. Према речима путника на овом крстарењу, градња је завршена и брод је био спреман за пловидбу. За прву сезону, Хармонија мора је понудио седмоноћна крстарења западним Медитераном која почињу из Барселоне и Чивитавекије. 
Дана 10. новембра 2016, брод је званично крстила њена кума, учитељица округа Мајами-Дејд Британи Афолтер. 

## Објекти
Хармонија мора има 2747 кабина за спавање како би примила 5479 госта. Има 10 ђакузија,3 базена,два симулатора сурфовања...
Хармонија мора је била први брод који је имао тобогане.
Има велики тобоган "Ултимате Абис" који је дуго био највећи тобоган на мору. Хамонија мора има велики театар са 1,400 седишта као и 11,252 уметничких дела.

## Галерија
- На луци
- Два тобогана са брода гледано из централ парка
- Задњи део брода где се види Ultimate Abyss тобоган, као и велики театар